# 比克 (贝尔福地区省)
比克（法語：Buc，法語發音：[byk]）是法国勃艮第-弗朗什-孔泰大区贝尔福地区省的一个市镇，位于该省西部，和上索恩省接壤，属于贝尔福区。

## 地理
比克（47°36'53"N, 6°47'7"E）面积2.44 平方千米，位于法国勃艮第-弗朗什-孔泰大區贝尔福地区省，该省份为法国东北部内陆省份，东临上莱茵省，北起孚日省，西接上索恩省，南与杜省和瑞士接壤。
与比克接壤的市镇（或旧市镇、城区）包括：沙隆维拉尔、埃什南苏蒙沃杜瓦、埃塞尔、于尔瑟雷。

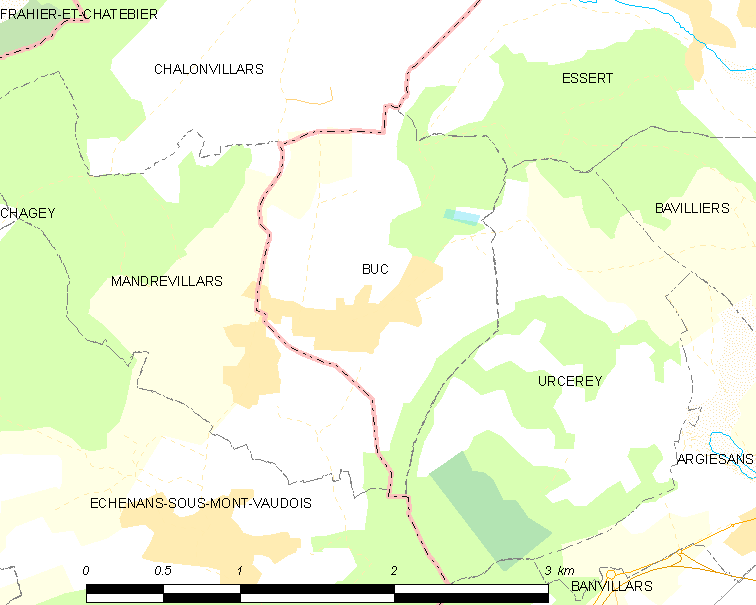
的OSM定位图

比克的时区为UTC+01:00、UTC+02:00（夏令时）。

## 行政
比克的邮政编码为90800，INSEE市镇编码为90020。

## 政治
比克所属的省级选区为沙特努瓦莱福日县。

## 人口

1962-2008年间人口变化图示

比克于2022年1月1日时的人口数量为243人。